# 佐久間宣行
佐久間 宣行（さくま のぶゆき、1975年11月23日 - ）は、日本のテレビプロデューサー、演出家、放送作家、ラジオパーソナリティ、YouTuber、司会者。『ゴッドタン』や『ウレロ☆シリーズ』、『あちこちオードリー』などを手掛ける。2019年4月4日からはラジオパーソナリティとしてニッポン放送『佐久間宣行のオールナイトニッポン0(ZERO)』を担当。

## 概要
福島県いわき市出身。福島県立磐城高等学校、早稲田大学商学部卒業（二年次にエンタメに没頭して2単位しか取れず留年し、5年かけ卒業）。2024年3月に母校商学部の卒業式に招待され祝辞を述べた。
1999年4月、テレビ東京に入社し、『ゴッドタン』や『あちこちオードリー』などを立ち上げる。2021年3月同社を退社、4月からフリーランスとなる。
自身がパーソナリティーを務めるニッポン放送『佐久間宣行のオールナイトニッポン0(ZERO)』ではリスナーから「船長」と呼ばれている。

## 略歴

### 会社員 時代
学生時代にマスコミ志望となり大学の広告研究会に所属していたが、就職活動ではメーカーや金融、商社を中心に受けており内定も取れていた。面接慣れのために軽い気持ちで受けたフジテレビの入社試験で役員面接まで通過。フジテレビ側の面接官で、当時『踊る大捜査線』のプロデューサーであった亀山千広（後にフジテレビ社長、2021年現在BSフジ社長）に「君はテレビ現場（制作）に向いている」と言われたことがきっかけでモノづくりに興味を持つ。本腰を入れて就職活動を始めたが、エントリー期限に間に合ったのがテレビ東京だけで、同社に願書を提出、採用され1999年に入社。
入社後はドラマ・深夜ドラマのADを1年経験した後にバラエティー担当に転属。『クイズところ変れば!?』のADを番組終了までの半年間担当し、その後は『ペット大集合!ポチたま』『TVチャンピオン』でチーフADを担当。入社3年目に企画が通って深夜枠では異例の若さで『ナミダメ』でプロデューサーデビュー。ATP（全日本テレビ番組製作社連盟）新人賞を受賞する。これ以後、時々面白い企画を出すやつ という認識がテレビ東京内で出始め、『TVチャンピオン』のディレクターを担当しながら、お笑い関係の番組も手掛けるようになる。入社5年目に『大人のコンソメ』の総合演出を経験、その後、総合演出をとるスタイルとなった。本人曰く「最初からプロデューサーではなくディレクターを志したのだが、その際にプロデューサーの仕事も引き受けた方が番組を自由に作れると感じた方が多かったので、プロデューサーの仕事もするようになった」と語っており、多くの番組でプロデューサーと演出を兼任している理由にこれを挙げている。
2002年、27歳のときに同社に勤務していた女性と職場結婚。4年後に娘が生まれる。2011年6月まで編成局企画推進部主任を兼務。2013年6月28日、『ゴッドタン キス我慢選手権 THE MOVIE』で映画監督デビュー。（脚本も担当している。）翌年公開の『ゴッドタン キス我慢選手権 THE MOVIE2 サイキック・ラブ』でも同様に監督・脚本を務めた。

### 会社員＋半脱サラ 時代
2015年8月29日、『佐久間宣行のオールナイトニッポンR』という番組名で、『オールナイトニッポンR』（ニッポン放送）の週替わりパーソナリティを担当。ニッポン放送はフジテレビを中心としたフジ・メディア・ホールディングスの連結子会社であり、テレビ東京関係者が番組パーソナリティーを担当するのは異例のことであった。
2017年9月、『ゴッドタン』がギャラクシー賞・2017年8月度月間賞を受賞した。
2019年3月13日、『オールナイトニッポン・オールナイトニッポン0（ZERO）パーソナリティ発表会見』において、4月4日から毎週木曜 3:00 - 4:30（水曜 27:00 - 28:30）の時間帯で『佐久間宣行のオールナイトニッポン0(ZERO)』を担当することが発表された。現役のテレビ局社員がANNの冠がついたレギュラー番組を担当するのは史上初となった。佐久間は中学生時代に『伊集院光のオールナイトニッポン』を聞いてラジオを好きになった。また、それは昭和最後の水曜2部オールナイトニッポンだった。奇しくも、平成最後の水曜2部オールナイトニッポンのMCを任せられたことに感極まった。
同年10月8日、本多劇場で『佐久間宣行のオールナイトニッポン0(ZERO) リスナー感謝祭2019〜sailing day〜』を開催。380名のリスナーで満員となった。チケット申込み受付の際、前売り6000円と必ずしもリーズナブルではない価格設定にもかかわらず、1万通を超える応募があった。番組内で「船長」と呼ばれる佐久間Pは全コーナーに出ずっぱりで、1人しゃべりはもちろん、シークレットゲストとして迎えたおぎやはぎの小木博明とのトークを展開し、会場のクルーことリスナーたちと新たな船出の日を盛大に過ごした。
2020年3月9日、オールナイトニッポン史上初のサラリーマンパーソナリティーとして始まった水曜枠の2年目継続が発表される。前年は新番組発表の記者会見でテレビ東京だけ小さなデジタルカメラの報道クルーで苦笑されたが、2年目突入の本会見ではテレビ東京だけ取材陣が来なかった。
同年8月、テレビ東京クリエイティブビジネスチームに所属。
同年9月、『佐久間宣行ANN0』が聴取率単独首位に。その週のニッポン放送は聴収率調査で週平均首位となり貢献した。
同年10月14日、自身のラジオ番組で翌年1月11日に東京国際フォーラムにて2度目の単独イベント『佐久間宣行のオールナイトニッポン0 リスナー大感謝祭2021〜fanfare〜』の開催を発表。翌々週の放送終了後からチケット発売が開始されるも、新型コロナウィルスの感染拡大、二度目となる緊急事態宣言の影響を考慮し、イベントは中止となった。その後、イベント開催日と同日に有料配信イベント『佐久間宣行のオールナイトニッポン0 リスナー小感謝祭2021〜Believe〜』を開催。チケットの売り上げは生配信の開始時点で1万2000枚、同年1月20日時点で1万6000枚以上を記録した。
同年3月26日、テレビ東京社員として最後のオールナイトニッポン0に出演。先輩の伊藤隆行クリエイティブビジネスチーム部長、後輩の三宅優樹ディレクターが出演。

### 脱サラ（フリー）時代
2021年3月31日付で同社を退社。ただし、以後も契約して『ゴッドタン』『あちこちオードリー』『考えすぎちゃん』は全て継続。プロデューサー、演出を行う。加えて特別番組や新番組も準備中。
同年4月28日、『佐久間宣行ANN0』にて初の番組本が発売されることを発表。発売が6月にもかかわらずオンエアー中にAmazonランキング第3位、放送翌日に第1位の記録を樹立する。
同年7月4日、自身初のYouTubeチャンネル『佐久間宣行のNOBROCK TV』を開設。配信開始1週間で登録者数5万人を突破する。開設1か月弱（7月29日）で登録者数10万人を突破。1か月半（約45日）で登録者数15万人を突破した。
同年10月3日より放送開始予定の日本テレビ『東京03とスタア』の企画・演出を橋本和明とともに手掛け、これがフリー転身後初の民放番組演出となる。橋本は昔から佐久間の作る番組ファンで、佐久間が手掛けたキャラクターコントをSKE48の番組で登場させたこともあるほどリスペクトしている。
2022年4月6日、22年間のサラリーマン人生の集大成として本気で書いた初のビジネス書『佐久間宣行のずるい仕事術　僕はこうして会社で消耗せずにやりたいことをやってきた』を発売。会社や上司、クライアントと揉めずに最短の道で最速でやりたい仕事をやるために今すぐできる仕事のコツ62を紹介。NFTデジタル特典付き特装版も同時発売され、お宝写真として没になった幻の企画書がNFTとして付属する。
同年6月7日、自身のYouTubeサブチャンネル『NOBROCKドキュメント』を開設。7月1日、サブチャンネルにて新たなアイドルをプロデュースすることを発表した。吉田豪や竹中夏海にアドバイスを求めながらオーディションを実施する。その結果佐久間が選出した9名がアイドルグループ「ラフ×ラフ」として翌年3月9日にデビューし、佐久間は総合プロデューサーとなりデビュー曲「100億点」の作詞も担当した。その後『NOBROCKドキュメント』は『ラフ×ラフ　公式YouTubeチャンネル』となった。
同年7月15日、佐久間宣行のオールナイトニッポン0(ZERO)が『2022年日本民間放送連盟賞』ラジオ番組部門（東京地区審査）で1位に選ばれる。番組中に話した高校1年生の娘と2人で旅行に出かけるまでのエピソードや、それに付随したリスナーとの呼応が高評価を得た。
2023年2月18日、処女作『佐久間宣行のずるい仕事術』がダイヤモンド社「読者が選ぶビジネス書グランプリ2023」総合グランプリ第1位を獲得した。
同年9月、縦型映画祭『TikTok TOHO Film Festival 2023』の審査員を池田エライザ、藤井道人らとともに務めた。

## 人物
- 早稲田大学入学時に広告研究会に入りクリエイターを目指すが、凄い人ばかりだったため会社員になろうと決意。当時18才のとき同じサークルには舞台版「ドラゴンクエスト」プロデューサーの日本テレビ・依田謙一や、映画監督・西川美和、大映テレビ社長の渡邉良介（ドラマ『テセウスの船』仕掛け人）が所属していた[8]。後日談としてサークルに勧誘されたのが同学年の渡邉良介で前日入部していた渡邉のことをしばらく佐久間は先輩だと思っていた。その出会いから8年後、佐久間と渡邉はタッグを組んでATP（全日本テレビ番組製作社連盟）新人賞を受賞した伝説の番組『ナミダメ』を手掛けることとなる[30]。
- テレビと配信作品について、２つを単純な二項対立で捉えるのではなく「制作側やクリエイターは必ずしもテレビのためだけでなく、個人で判断して番組制作をやるべきでしょう。クリエイター1人1人が考えていくべきことで、テレビみたいなオールドメディアの中でもやれることを探すべきだし、ネットでも自分の表現を磨いていくべきだし。いろいろな場でやれる人にみんながなるべきで、それがメディアの魅力を高めることにつながるはずです」という考えの元、自身もテレビ番組の制作だけでなく様々なメディアや媒体で制作を行なっている[31]。
- ラジオ好きを自称しており（後述）、早稲田大学3年の時『オールナイトニッポン』に憧れてニッポン放送を受験するが役員面談で失敗。そのとき合格したのが同年齢の吉田尚記アナウンサー。今では笑い話として2人は話している[32]。ちなみに会社の後輩にこのことを話すと「僕、ニッポン放送から内定もらったんですけど、蹴りました」と言われたという。自身のYouTube番組『佐久間宣行のNOBROCK TV』の中で、朝日放送ラジオ（ABCラジオ）『誠のサイキック青年団』の雑音リスナーであり、イベントにも参加するほどのヘビーリスナーであったことを話している[33]。
- 影響を受けた人物としてラジオでは伊集院光を挙げる。特に番組内で生まれたバーチャルアイドル『芳賀ゆい』がリスナーとの妄想トークで生まれたことに感銘を受けた。最終的に奥田民生作の「星空のパスポート」でCDデビュー、手タレを使って握手会をする姿に佐久間は「あ～、妄想を止めなくてもいいんだ」と思い、今の「ヒム子」「キス我慢選手」「マジ歌選手権」はそのときのお笑い原体験が基になった。「キス我慢選手権」を映画にするという決断も、その時の原体験が糧になっている。テレビではダウンタウンとウッチャンナンチャンのコント番組『夢で逢えたら』（フジテレビ）に影響をうける。この2つが佐久間がお笑い好きになった原点となったと発言している[14]。
- 長くテレビ・配信などでバラエティ番組の制作を手掛けてきたが、昔からドラマもよく見ている。好きな脚本家に坂元裕二、三谷幸喜、木皿泉の名前を挙げることが多い[34][35][36]。
- 福島県いわき市にいた頃はアニメと演劇が好きなオタクだった。東京ではアニメの映画が単館でやっていたり、演劇だと野田秀樹や東京サンシャインボーイズがあり憧れのため上京を決意。東京の大学を受けたいと思った。流行っている芝居やライブに行きたいというだけのモチベーションで早稲田大学に入学したので当時は作り手になるとは思ってもみなかったとのこと[注 2]。
- 入社当時、コントをやりたいと企画書を出したら「そういうのはフジテレビじゃないとできないよ。でもそういうのが好きだったら、深夜ドラマをやってみれば?」と言われて、深夜ドラマのADについた。その後も企画書を出し続け、コント番組の実現にこぎつけた[38]。
- 深夜ドラマのADの頃は激務と雑用に全くモチベーションを見いだせなかったが、とあるドラマで小道具として工夫をこらした弁当を作ったところ監督の目に留まり弁当中心にシーンが編成された。このことがきっかけで仕事へのやりがいと拘りを強めたと話す[8]。
- 複数のインタビューで成功の秘訣を聞かれて「テレ東は失敗しても怒らないって勝手に思ってます」と答えている。
- 『オールナイトニッポン0(ZERO)』のパーソナリティーのオファーを電話で受けた佐久間はすぐさま当時の小孫茂社長に直談判しようと決意。丁度電話を切った後に目の前を社長が通ったので、「社長！オールナイトニッポンからメインパーソナリティーの仕事来たんですよ」と話しかけたが、「順序を守れ」と上司からこっぴどく怒られたという。定例社長会見で小孫は「とても喜ばしいことだと思っている」と話している[39]。
- 22年間勤務したテレビ東京を退社する経緯について、自身のラジオで「（放送当時の）3年前か4年前から、自分で編集して、カンペを出すディレクターとして最年長。管理業務として現場にベタ付きができなくなり。正直まだディレクターやりたいなと思いまして」と説明した。またテレビ東京で働く妻から「私が会社で働くから、いざとなったら食わせるから、好きにやれば」と後押しされた。実父は55才で他界しており、先日、45才の誕生日を迎えた時、佐久間は残りの10年は後悔しない年月にしたいと、亡き父に誓った[6]。
- 自身のラジオ番組内でキアヌ・リーブスと同じますかけ線の手相だと告白。手のひらに横一直線の線があり「大強運」「天下取り」の星のもとに生まれたという[40]。
- ドッキリにかかりたくないためマネージャーを置かない。マネージャーがいなければ許可取りできないからだと自身のラジオで話している[41]。

### その他
- 平子祐希（アルコ＆ピース）とはいわき市潮学生寮の先輩後輩関係で、さらに二人が地元福島県いわき市出身という縁から、ローカル番組「サクマ&ピース」（福島中央テレビ）で共演を果たしている。
- 学生寮の風呂場にある足拭きマットで水虫を感染したことから、マットに対して極度のトラウマがある。
- 家族はテレビ東京に勤務していた27歳のときに職場結婚した妻（元・役員秘書）と娘一人[9]。妻の同期は元同局アナウンサーの大江麻理子で、佐久間の結婚式でブーケを取ったのが大江であることを対談で語っている[42]。
- 母親が「リョウ」という名前を好きだったため生後2日ほど「リョウ」と呼ばれていたが、祖父母の姓名判断の結果「宣行」に変えられた経歴を持つ。後年、佐久間家では飼い猫が「リョウ」の名前を襲名することとなった[43]。
- 明治が『佐久間宣行のオールナイトニッポン0(ZERO)』のコーナースポンサーであるためきのこたけのこ戦争で両方の広告に起用されている立場ではあるが、個人的には「たけのこ」派であることを表明している[44]。

## 制作エピソード

### 手法
- ADをしながら『ナミダメ』で初プロデューサーをするという歪な形をしていたとき、『TVチャンピオン』で企画が採用されて初めてディレクターを経験。『3分料理人選手権』『ママチャリ王選手権』。この2本で「面白い企画をあげるやつ」と部内で認められ、当時テレビ東京がほとんど制作してこなかった深夜のネタ番組を依頼された。その時に出演者のオーディションを行い、合格したのがおぎやはぎと劇団ひとりだった[8]。
- 多忙ながらも小劇場やライブハウスに頻繁に足を運んで情報収集を行っており、番組の中で小劇場俳優やインディーズバンドを積極的に起用している[45]。また小説家の西加奈子、朝井リョウなどの文壇との人脈もあり、『ご本、出しときますね?』や『共感百景』など小説家や歌人をゲストとして迎える番組も手がけている[46]。
- ラジオ好きを公表。幅広くラジオを聴くヘビーリスナーを自称している。ラジオを聴くことで「芸人のパーソナルを先に知る」「芸人の得意技を先に知る」ことがテレビディレクターとしての武器になっていると話す。例えばハライチの岩井を”じゃない方芸人”のイメージから払拭。ラジオで聴くとブレーン（ネタを作ってる）な岩井、付け所が面白い岩井と感じて、ゴッドタンで“腐り芸人”でお願いしようと、いち早く考えられたのはラジオを聴いていたから[47]。
- 自らの足でブレイク前の芸人・俳優を劇場まで見に行って見つける努力を怠りない。現在でも寝る間を惜しんで週に1回は劇場へ足を運ぶ。無名時代の東京03においても収容人数130人の小劇場、恵比寿・エコー劇場を訪問、すぐに東京03のための企画書を用意し出演依頼をした[48]。
- THE21のインタビューに企画立案のコツとして「自分の内面への注目を通じた自身が本当に観たい番組作り」を挙げている[49]。
- 日刊スポーツのインタビューに「よそと同じことをやっていたら勝てない。違うことを常に探しつづける癖はテレ東育ちのおかげ」「目指してきたのはどこかに発明や美しさがある番組。視聴率は大事だが視聴率をとっても尊敬できない番組は作らない」と持論を展開している[50]。
- 自分の感性に合う（自分の感想と3つ以上重なる）素人の観劇ブログなどを探し定点観測することで、自分が鑑賞するコンテンツの作品選び、ならびにスケジュール作成に役立てている。「演劇だったらこの人」とか「音楽だったらこの人」などの対象者のブックマークのリストを常時20人近く持っている[51]。

### 逸話
- 最初の配属先は深夜ドラマ。通常、局員はプロデューサーだけで制作会社の人間で作るものなのだが、配属される3日前にバイトのADが2人同時に逃げ出したので急遽、バラエティに配属される予定が深夜ドラマのADとなった[注 2]。
- 初めて行った仕事内容は「車止め」。ドラマ撮影をしているときに一般車が映り込まないように車を止めるものだが、無謀にも1人で五叉路を止めなくてはいけなかった。「この先やって行けるかな」と後悔したという[注 2]。
- 初めてモノづくりで認められた出来事はドラマのAD時代に小道具（女子高生が作る弁当）に力を入れたことにあった。台本には詳細に書かれていない弁当だったが監督がひどく面白がって「この弁当がすごく良い出来だから、本（脚本）を変えようか」と言ってくれた。「ADの仕事もちゃんとやれば面白いのだな」と思うようになり仕事が面白くなった[注 2]。
- 唯一逃げ出したいと思ったエピソードに深夜ドラマ『国産ひな娘』第24話のときのロケ先選びをあげている。設定は無人島で、都内から行けるという条件で人気のない三浦海岸のビーチを見つけた。2日前から前ノリして無人島らしく入念にゴミ掃除をしたが、当日、大学のサークルがバーベキューをやっていた。なんとか300メートル移動してもらうことを了承してもらったが、肉を焼く煙はカメラに写ってしまう。佐久間は差し入れのビールを両手に「カット」がかかる間だけ肉を焼くのを止めてもらえるよう頭を深々とさげた。監督には「CGで消せないですかね」と食い下がったが「深夜ドラマにそんな予算ない」と一蹴されたという。「車止め」の次は「肉止め」の仕事が待っていた[注 2]。
- テレビ番組会議は「どうしたら視聴率が上がるか」が話題の中心で、視聴率を分析して対策を考えるところから始めるのが一般的。しかし佐久間の会議に視聴率の話は一切出ない。代わりに冒頭1時間くらい、最近観て面白かったものの話、気になる人の話をスタッフは延々聴かされる。まるで子供のころ、やたら自慢してくるサブカル少年が、まんま大人になったのが佐久間だと、長い付き合いの放送作家・オークラは話す[52]。
- 転職番組「キャリオク」でプレッシャーを乗り越える方法として「やる意味と楽しさを見つけて心に植え付けること。結果だけに固執して結果を残す人は結局、結果に潰されちゃう。他人に評価を握らせるな。自分の指標で楽しめ」と語る。テレビ東京時代に佐久間は、上司から「俺にハマってない」と罵られ、「お前がオレにハマってないだけだ！」と心の中で叫んでいたという[53]。

## 担当番組
★印はテレビ東京

### 現在
レギュラー
- ゴッドタン（演出・プロデューサー）★
- あちこちオードリー（出演・プロデューサー）★
- 佐久間宣行のオールナイトニッポン0(ZERO)（ニッポン放送、出演・水曜パーソナリティ）[54]
- 佐久間宣行のNOBROCK TV（YouTube、主演・演出・プロデューサー）（毎週 水曜・土曜 19:00配信）[21]
- トークサバイバー！〜トークが面白いと生き残れるドラマ〜（Netflix、2022年3月8日配信開始） - 全8話[55]
- インシデンツ（DMM TV、企画、プロデューサー）[56]
- LIGHTHOUSE〜悩める2人、6ヶ月の対話〜（Netflix、企画・演出、2023年8月22日配信、全6回）[57]
- ノロイヲアゲル（プロデューサー）★[58]
- 罵倒村（Netflix、企画、2025年配信）[59]
- デスキスゲーム（Netflix、2025年予定）[60]

### 過去
レギュラー
- 国産ひな娘（演出助手）★
- シブスタ S.B.S.T（ディレクター）★
- ナミダメ（プロデューサー）★
- 大人のコンソメ（総合演出）★
- こちらササキ研究所（演出）★
- TVチャンピオン（ロケ演出）★
  - TVチャンピオン2（演出）
- チャンピオンズ〜達人のワザが世界を救う〜（総合演出）★
- えいせい魂「みうらじゅんのゼッタイに出る授業」（演出・プロデューサー）★
- キンコンヒルズ（プロデューサー）★
- ウレロ☆未確認少女（演出・プロデューサー）★
  - ウレロ☆未完成少女（演出・プロデューサー）
  - ウレロ☆未体験少女（演出・プロデューサー）
  - ウレロ☆未開拓少女（演出・プロデューサー）
- 〜どうぶつ冒険バラエティ〜ワンダ!（総合演出）★
- お金がなくても幸せライフ がんばれプアーズ!（総合演出）★
- ピラメキーノ（プロデューサー）★
- トーキョーライブ22時 〜ニチヨルまったり生放送中〜（総合演出・プロデューサー）★
- リトルトーキョーライブ 〜みんなで作るいっぱいいっぱい生放送〜（総合演出・プロデューサー）★
- リトルトーキョーライフ（総合演出・プロデューサー）★
- 〜突撃!はじめましてバラエティ〜イチゲンさん（総合演出・プロデューサー）★
- SICKS〜みんながみんな、何かの病気〜（プロデューサー）★
- NEO決戦バラエティ キングちゃん（プロデューサー）★
- 文筆系トークバラエティ ご本、出しときますね?（演出・プロデューサー）★
- 潜入捜査アイドル・刑事ダンス（プロデューサー）★
- おしゃべりオジサンと怒れる女（演出）★
  - おしゃべりオジサンとヤバい女（演出）
- ソクラテスのため息〜滝沢カレンのわかるまで教えてください〜（プロデューサー）★
- 青春高校3年C組（プロデューサー）[61]★
  - 電脳トークTVシリーズ（プロデューサー）
  - あなた犯人じゃありません（企画）[62]
- 生きるとか死ぬとか父親とか（プロデューサー）★
- 考えすぎちゃん（Paravi、出演・演出・プロデューサー）[63]
- ハライチのYAMi（smash.、総合プロデュース）
- 東京03とスタア（日本テレビ、企画・演出、2021年10月3日 - 24日）
- サクマ&ピース（福島中央テレビ、出演・総合演出、2021年10月17日 - 11月7日、2022年6月5日 - 26日）
- 考えすぎちゃん ON TV〜ワンクールだけの大冒険〜（出演・プロデューサー、2021年10月7日 - 12月24日）★
- 黄金の定食（プロデューサー）★
- イザミと東京03（日本テレビ、企画・演出、2022年9月10日 - 11月1日）
- チャレンジトークバラエティ オドオド×ハラハラ（フジテレビ、演出・プロデューサー）

特番
- 言語遊戯王 THE TV（プロデューサー）★
- 熱狂的ファンツアー（演出）★
- スゴい会議!（プロデューサー）★
- 終電ごはん（2013年7月1日・10月、プロデューサー）★
- 日本一乱暴な悩み相談番組 相談バカ一代（第1回は総合演出、第2回はプロデューサー）★
- 共感百景〜痛いほど気持ちがわかる あるある〜（2014年1月2日、プロデューサー）★
- トーキョーライブ24時 〜ジャニーズが生で悩み解決できるの!?〜（演出・プロデューサー）★
- 完成!ドリームハウス（プロデューサー）★
- 有吉のバカだけど…ニュースはじめました（プロデューサー）★
- マツコがマネーをあげたいクイズ（プロデューサー）★
- テレ東音楽祭（協力プロデューサー）★
- 笑うラストフレーズ！～オードリー×若手芸人～（プロデューサー）★
- 万年2番手だった麒麟川島が転生したら千鳥おぎやはぎ山里を従えるメインMCだった件（プロデューサー）★
- ポップハライチ（フジテレビ、演出・プロデューサー）[64]

映画
- ゴッドタン キス我慢選手権 THE MOVIEシリーズ （監督・脚本）
  - ゴッドタン キス我慢選手権 THE MOVIE（2013年）
  - ゴッドタン キス我慢選手権 THE MOVIE2 サイキック・ラブ（2014年）
- 夢の雫と星の花（smash.、総合プロデュース、2022年3月24日）[65]

MV
- 青春高校3年C組
  - 「君のことをまだ何にも知らない」（2020年、監督）
  - 「好きです」（2020年、クリエイティブディレクター）
- フジコーズ「ウェーイTOKYO」（2023年、出演）[66]

## 出演

### テレビ番組
- 久保みねヒャダこじらせナイト（フジテレビ、2015年4月25日・2020年8月28日）
- 【加藤夏希・佐久間宣行・吉田尚記】日本アニメ（ーター）見本市 勝手に鑑賞会（ニコニコ生放送、2015年7月10日）
- 新春TV放談 / あたらしいテレビ（NHK総合）
  - 新春TV放談2019（2019年1月2日）[67]
  - 新春TV放談2020（2020年1月2日）[68]
  - あたらしいテレビ 徹底トーク2020（2020年5月10日）[69][70]
  - あたらしいテレビ2021（2021年1月1日）[71]
  - あたらしいテレビ2022（2022年1月1日） - VTR出演[72]
  - あたらしいテレビ2023（2023年1月1日） - 司会[73]
- ツギクル芸人グランプリ2019（フジテレビ、2019年7月24日）[74] - 審査員
- アナザースカイ（日本テレビ、2021年8月13日） - ゲスト[75][76]
- コンテンツ・ラヴァーズ（NHK総合、2021年8月17日）[77][78]
- SDGSクリエイターズグランプリ（フジテレビ、2021年9月10日）
- スッキリ（日本テレビ、2021年10月15日 - 2022年3月14日、2022年12月7日） - 毎週金曜日にドラマ『真犯人フラグ』を考察するコーナーに出演[79]
- サクマ&ピース（福島中央テレビ）
  - シーズン1（2021年10月17日 - 11月7日）[80]
  - シーズン2（2022年6月5日 - 6月26日）[81]
  - シーズン3（2023年3月4日 - 3月25日）[82]
  - シーズン4（2023年12月3日〈予定〉 - 12月24日〈予定〉）[83]
- “シュガー&シュガー”サカナクションの音楽実験番組（NHK Eテレ、2021年11月19日）[84]
- 電波少年W 〜あなたのテレビの記憶を集めた〜い!〜（WOWOWプライム、2021年12月6日） - ゲスト[85]
- Love music（フジテレビ、2021年12月12日） - ゲスト
- 踊る!さんま御殿!!（日本テレビ、2022年2月1日）[86][87]
- 佐久間宣行のライド・オン・ミュージック ハモネプ名曲届ける全国大会直前SP（フジテレビ、2022年3月16日） - ラジオ風パーソナリティ[88]
- 全力！脱力タイムズ（フジテレビ、2022年8月12日）
- ぷらぷらす（NHK総合） - MC[89]
  - 2022年8月16日
  - 2022年11月3日[注 3]
  - 2022年12月24日[90]
- 『鎌倉殿の13人』応援感謝!ウラ話トークSP〜そしてクライマックスへ〜（NHK総合・NHK BSプレミアム、2022年10月9日） - MC[91]
  - 鎌倉殿の13人 応援感謝！ウラ話トークSPディープバージョン（NHK総合、2022年10月18日〈17日深夜〉） - 上記の60分版[92]
- 盛ラジオ（テレビ東京、2022年10月28日〈27日深夜〉 - 12月2日〈1日深夜〉） - MC[93][注 4]
- 証言者バラエティ アンタウォッチマン!（テレビ朝日、2022年11月22日）
- オールナイトフジコ（フジテレビ、2023年4月15日 - 2025年3月22日） - メインMC
- まつもtoなかい（フジテレビ、2023年6月18日）[94]
- 伊集院光&佐久間宣行の勝手にテレ東批評（テレビ東京、2023年9月2日・10月7日 - ）[95]
- ボクらの時代（フジテレビ、2023年10月15日） - 若林正恭（オードリー）、岩井勇気（ハライチ）と鼎談[96]
- 2023 FNS歌謡祭 第2夜（フジテレビ、2023年12月13日）[97]

### ラジオ番組
- 佐久間宣行のオールナイトニッポンR（ニッポン放送、2015年8月29日）
- AKB48のオールナイトニッポン（ニッポン放送、2018年5月10日・6月13日・7月12日)
- 佐久間宣行のオールナイトニッポン0(ZERO)（ニッポン放送、2019年4月4日 - 現在）
- 伊集院光とらじおと（TBSラジオ、2019年5月14日）[14]
- 高田文夫のラジオビバリー昼ズ（ニッポン放送、2019年10月28日・2021年6月18日）
- #みちょパラ（ニッポン放送、2020年2月16日・23日)
- 佐久間宣行の東京ドリームエンターテインメント（ニッポン放送、2020年2月18日 - 21日、2022年6月13日）[98]
- 美佳子@ぱよぱよ（アニメイトタイムズ、2021年1月14日配信）※インターネットラジオ
- SUBARU Wonderful Journey 〜土曜日のエウレカ〜（TOKYO FM、2021年4月10日）
- 山崎怜奈の誰かに話したかったこと。（TOKYO FM）
  - トークコーナー「誰かに聞きたかったこと。」ゲスト（2021年4月21日）
  - 代理パーソナリティ（2022年3月31日）[99]
- 鞘師里保と○○と（MBSラジオ、2021年5月3日・10日）
- 澤本・権八のすぐに終わりますから。（TOKYO FM、2021年5月10日・17日・24日）
- TOPPAN INNOVATION WORLD ERA（J-WAVE、2021年5月30日）
- とびベティのヨーソローアタック！（いわき市民コミュニティ放送、2021年8月17日）[100]
- 空想メディア（TOKYO FM、2021年8月23日・30日）[101][102]
- カップスタープレゼンツ クセになっちゃうラジオ（ニッポン放送、2022年1月16日）
- ザ・ラジオショー（ニッポン放送、2022年1月25日）[103]
- アフター6ジャンクション（TBSラジオ、2023年1月10日）
- コクヨ presents 佐久間宣行のヨコク!（ニッポン放送、2024年9月23日）[104]
- 佐久間宣行 いや、連休終わるってホントですか?（ニッポン放送、2025年5月5日）[105]

### テレビドラマ
- 僕たちの校内放送（フジテレビ、2023年8月2日 - 23日） - 本人 役[106]

### 配信番組
- 隅田川花火大会
  - 独占生中継2023 隅田川花火大会 SIDE B（テレビ東京公式YouTubeチャンネル・TVer Special Live、2023年7月29日） - 司会[107][108]
  - 伊集院光&佐久間宣行の『隅田川花火大会で勝手に裏生配信』（テレビ東京公式YouTubeチャンネル・TVer Special Live、2024年7月27日） - 司会[109]
- 佐久間＆三四郎＆森香澄の「俺らも歌っちゃう？ミュージックフェス裏配信」（テレビ東京公式YouTubeチャンネル・TVer Special Live、2023年11月15日） - 司会[110]　音楽番組『テレ東60祭！ミュージックフェスティバル〜一生聞きたい！昭和・平成・令和ヒット曲100連発〜』の公式裏生配信番組

### 吹き替え
- ストレンジャー・シングス 未知の世界 シーズン4（2022年）[111]

### 楽曲
- 俺のベビースターラーメン（歌：佐久間＆三宅[注 5]、作詞：秋元康、作曲：川浦正大） - 『青春高校3年C組』のベストアルバム『また会いたいと思える友に、人生で何人巡り逢えるか? Type B』（ユニバーサルミュージック、規格品番：UPCH-20581/2、2021年3月31日）のDisc 2に収録[112][113]。

### MV
- ラフ×ラフ「100億点」（2023年4月8日公開）[114]

### CM
- ソフトバンク「SPYのボスの正体は佐久間宣行」篇（ウェブCM、2022年12月15日 - ）[115]
- 大日本除虫菊 お風呂の防カビムエンダー「やった感出すヤツ」篇、「お宝」篇（2023年10月）[116]

### 新聞
- 学生新聞

### 舞台
- 東京03 FROLIC A HOLIC feat. Creepy Nuts in 日本武道館　なんと括っていいか、まだ分からない（日本武道館、2023年3月4日・5日）

## 書籍
- 『できないことはやりません 〜テレ東的開き直り仕事術〜』講談社、2014年10月16日。ISBN 978-4-06-218824-1。
- 『普通のサラリーマン、ラジオパーソナリティになる〜佐久間宣行のオールナイトニッポン0（ZERO）2019-2021〜』扶桑社、2021年6月30日。ISBN 978-4-594-08742-5。
- 『佐久間宣行のずるい仕事術 僕はこうして会社で消耗せずにやりたいことをやってきた』ダイヤモンド社、2022年4月6日。ISBN 978-4-478-11479-7。
- 『脱サラパーソナリティ、テレビを飛び出す〜佐久間宣行のオールナイトニッポン0（ZERO）2021-2022〜』扶桑社、2022年11月2日。ISBN 978-4-5940-9294-8。
- 『ラジオパーソナリティ佐久間の話したりない毎日〜佐久間宣行のオールナイトニッポン0（ZERO）2022-2023〜』扶桑社、2024年2月29日。ISBN 978-4-5940-9650-2。
- 『ごきげんになる技術 キャリアも人間関係も好転する、ブレないメンタルの整え方』集英社、2024年7月26日。ISBN 978-4-08-788099-1。
- 『その悩み、佐久間さんに聞いてみよう』ダイヤモンド社、2024年11月6日。ISBN 978-4-47-812097-2。

### 関連書籍
- 21世紀深夜ドラマ読本（2015年5月20日、洋泉社MOOK）ISBN 978-4-80-030661-6※劇団ひとりと対談
- 誰もが一度は使ったことがあるスケッチブック（2018年6月19日、エムディエヌコーポレーション）ISBN 978-4-84-436761-1※インタビュー
- Switch（May 2024 VOL.42 NO.5）（2024年4月20日、スイッチ・パブリッシング） ISBN 978-4-88418-635-7 ※「佐久間宣行のインプット＆アウトプット」（10ページ目～73ページ目の巻頭大特集）

## イベント
プロデュース
- まさかのマジ歌マジライブ in 日本青年館（日本青年館、2009年7月16日）
- まさかのマジ歌フェスティバル in Zepp Tokyo （Zepp Tokyo、2011年4月11日）
- ゴッドタン マジ歌フェスティバル2012 in メルパルクホール（メルパルクホール、2012年1月12日）
- ゴッドタン マジ歌フェス2013 in 渋谷公会堂（渋谷公会堂、2013年4月18日）
- ゴッドタン マジ歌ライブ2014 in 中野サンプラザ 〜ゴッドタンオールスターズ & 照れキュート全員登場スペシャル（中野サンプラザ、2014年3月17日）[2]
- ゴッドタン マジ歌ライブ2015 in 東京国際フォーラム 〜9年目の本気がココにある〜（東京国際フォーラム、2015年9月17日）
- ゴッドタン マジ歌ライブ2017 in 日本武道館〜マジ武道館〜（日本武道館、2017年3月16日）
- ゴッドタン マジ歌ライブ2018 in 横浜アリーナ 〜今夜一発いくかい？（横浜アリーナ、2018年5月31日）[2]
- 劇場公演2019 青春高校3年C組（新宿アルタ KeyStudio、2019年2月28日 - 3月3日・4月3日 - 5月26日）[117]
- ネタギリッシュNIGHT（豊洲PIT、2019年5月23日）[118]
- スタジオ公演2019 青春高校3年C組 （テレビ東京第4スタジオ、2019年5月29日 - 2020年2月22日）
- 青春高校3年C組 デビューKICKOFF ライブ〜どんな夢にも一歩目がある〜（豊洲PIT、2019年8月28日）[119]
- ゴッドタン マジ歌ライブ2020 in さいたまスーパーアリーナ（さいたまスーパーアリーナ、2020年2月13日）[120]
- ゴッドタンオンラインライブ お笑いを存分に語りまくれるBAR ～俺のお笑い青春事件ベスト3（2021年9月23日）[121]

個人
- 6人のテレビ局員と1人の千原ジュニア（恵比寿ザ・ガーデンホール、2016年3月26日）[122]
  - 6人の演出家・末弘奉央（NHK）、内田秀実（日本テレビ）、藤井健太郎（TBS）、佐久間宣行（テレビ東京）、竹内誠（フジテレビ）、加地倫三（テレビ朝日）
- 超トークステージ『誰がテレビを殺すのか、あるいは誰も殺せないのか。』（ニコニコ超会議2018、2018年4月28日）[123]
  - 5人の論客・佐久間宣行（テレビ東京）、夏野剛（慶應義塾大学教授）、福原伸治（BuzzFeed Japan）、藤田晋（サイバーエージェント）、前田裕二（SHOWROOM）
- ニッポン放送 佐久間宣行ANN0 トークステージ（Tokyo Idol Festival（TIF）、2019年8月4日）[124]
- 佐久間宣行のオールナイトニッポン0(ZERO)リスナー感謝祭2019〜sailing day〜（本多劇場、2019年10月8日）[15]
- 佐久間宣行のオールナイトニッポン0(ZERO)リスナー小感謝祭2021〜Believe〜（国際フォーラム・ホールA、2021年1月11日）[注 6]
- 佐久間宣行のオールナイトニッポン0(ZERO) リスナー大感謝祭2021 ～freedom fanfare～（国際フォーラム・ホールA、2021年11月12日）[125]
- オールナイトニッポン55周年記念公演「あの夜を覚えてる」（オンライン劇場「ZA」、2022年3月20日・27日） - 総合演出[126]

## 審査員
- ミスiD2015、2016、2017、2018、2019、2020、2021（講談社主催、2014年 - 2020年）[127]
- あなたが選ぶ！お笑いハーベスト大賞2016（日本音楽事業者協会、2016年）[128]
- 2018 58th ACC TOKYO CREATIVITY AWARDS・フィルム部門（全日本シーエム放送連盟主催、2018年）[129]
- 吉本坂46オーディション（吉本興業主催、2018年）[130]
- コミックエッセイ大賞（幻冬舎主催、2019年）[10]
- ツギクル芸人グランプリ2019（フジテレビ主催、2019年7月24日）[74]
- JAPAN PODCAST AWARDS 2019、2020、2021（ニッポン放送主催、2019年 - 2021年）[131]
- UNDER 25 OWARAI CHAMPIONSHIP2023決勝戦(ニッポン放送主催、2023年)
- NEW DOOR AUDITION（TWIN PLANET主催、2024年）[132]